# Molde Olymp
Molde Olymp är ett idrottslag för friidrott i Molde. Klubben bildades år 1971 som Idrettslaget Molde-Olymp efter en sammanslagning av klubbarna Sportsklubben Olymp och Molde friidrettslag. 2012 beslutade klubbens styrelse att förenkla namnet till Molde Olymp. Klubbens hemmaplan blev Molde Stadion efter att Molde FK flyttade till Aker Stadion.
Bland klubbens välkända idrottare är Otto Berg, som vann silver i längdhopp under Europamästerskapen i friidrott 1934, tvåfaldiga vinnaren av kungspokalen Oddrun Hokland, långdistanslöparen Hilde Hovdenak och handbollsspelaren Karen Fladset. På senare tid är kortdistanslöparna Simon Rønsholm Sandvik och Sondre Nyvold Lid bland de mer meriterade. 